# Albuca caudata
Albuca caudata ist eine Pflanzenart aus der Gattung Albuca in der Familie der Spargelgewächse (Asparagaceae). Sie ist Endemit in der südafrikanischen Provinz Ostkap.

## Beschreibung

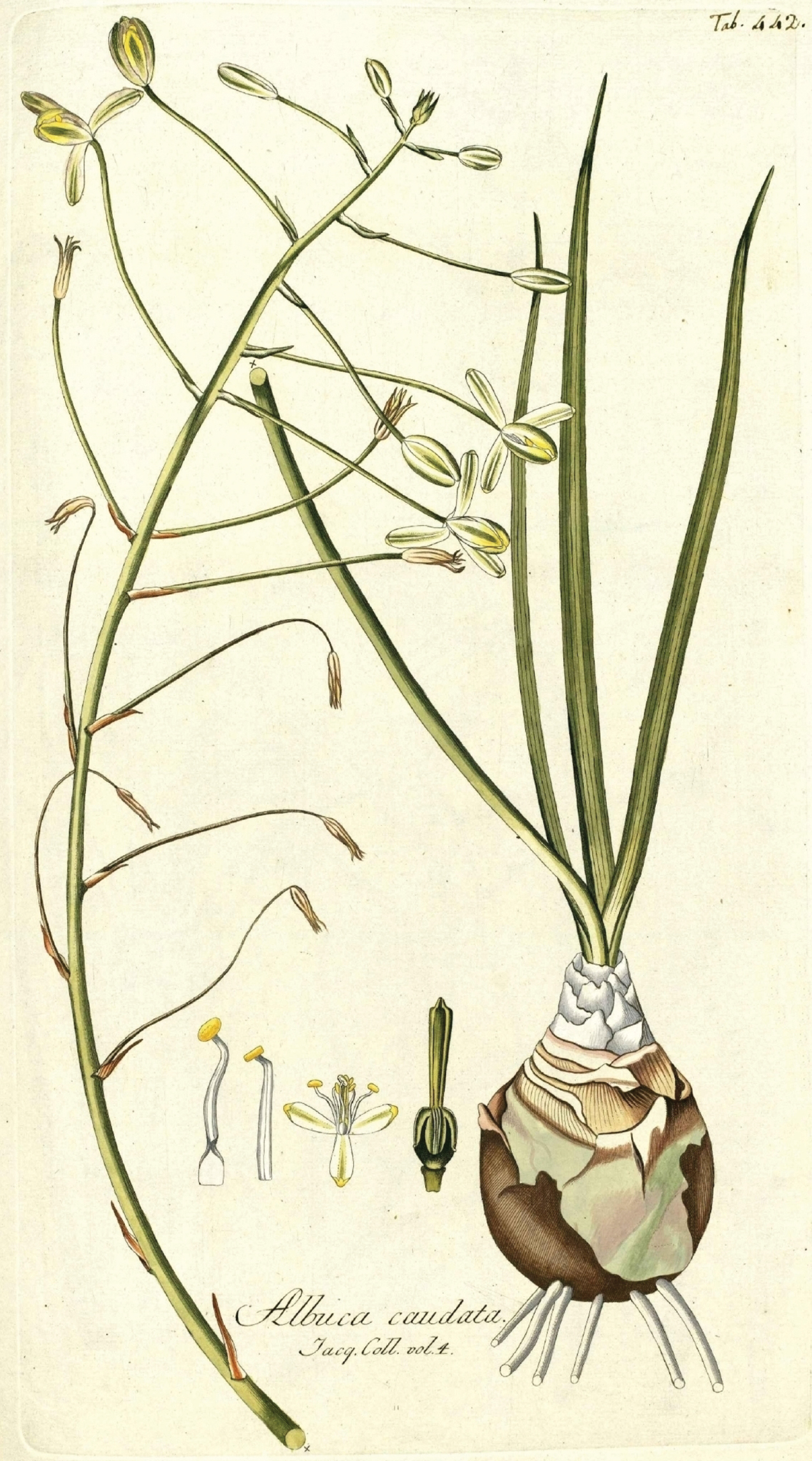
Illustration

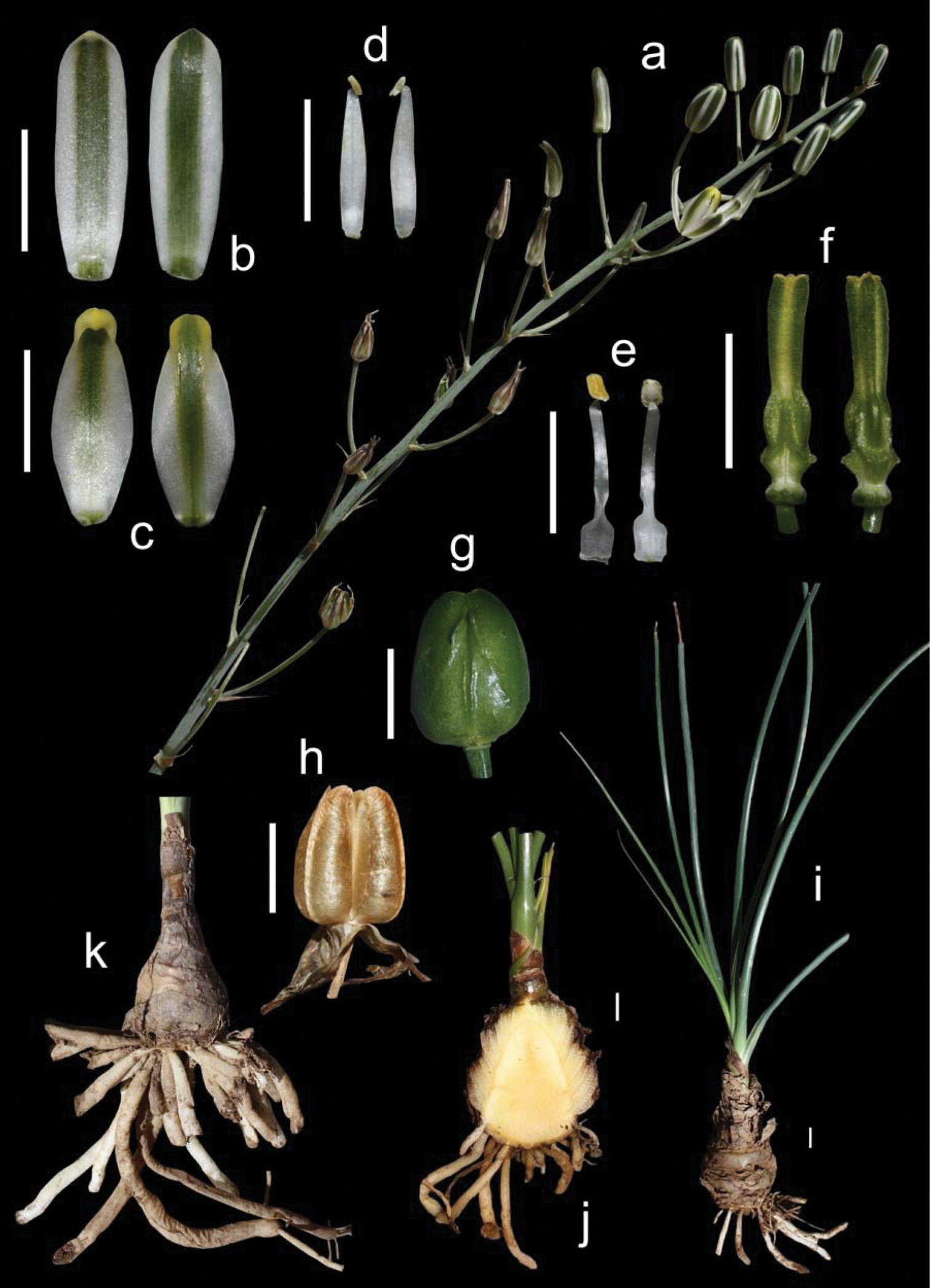
Alle wichtigen Pflanzenteile im Detail

### Vegetative Merkmale
Albuca caudata wächst als  immergrüne, ausdauernde krautige Pflanze. Die meist einzelne, unterirdische Zwiebel ist bei einer Länge von bis zu 10 Zentimetern sowie einem Durchmesser von bis zu 6 Zentimetern eiförmig bis länglich. Der obere Teil der Zwiebel ist etwas verlängert und mit ziegelig angeordneten, fleischigen Zwiebelschuppen besetzt. Die bräunlich bis gräuliche, fleischige Außenhaut der Zwiebeln kann gelegentlich dunkle Furchen aufweisen. Die zahlreichen weißen, dicken und meist knolligen Wurzeln sind ebenfalls fleischig und werden bis zu 20 Zentimeter lang und 0,4 Zentimeter dick.
Die vier bis zehn vor dem Blütenstand erscheinenden, immergrünen Laubblättern sind rosettig angeordnet und sind anfangs aufrecht, biegen sich jedoch mit zunehmendem Alter nach unten. Die zusammengerollte Blattspreite ist bei einer Länge von 15 bis 120 Zentimetern sowie einer Breite von 0,5 bis 2 Zentimetern linealisch-lanzettlich geformt. Sie sind blassgrün bis blaugrün gefärbt und mit Ausnahme der fein und warzig behaarten Blattnerven und Spreitenränder kahl. Die Spitze der Blattspreite ist bei jungen Blättern stielrund.

### Blütenstände und Blüten
Die Blütezeit von Albuca caudata erstreckt sich von September bis in den November hinein. Auf einem 12 bis 55 Zentimeter langen Blütenstandsschaft steht der schräg aufrechte, traubige, Blütenstand, der 11 bis 40 Zentimeter lang ist. Die aufrechten Einzelblüten stehen an einem 0,2 bis 9 Zentimeter langen Blütenstiel. Die weißen Tragblätter sind bei einer Länge von 1,1 bis 2,5 Zentimeter und einer Breite von 0,5 bis 0,9 Zentimeter eiförmig-lanzettlich bis dreieckig.
Die aufrechten Blüten sind radiärsymmetrisch und dreizählig. Die sechs Blütenhüllblätter sind weiß und haben einen 0,2 bis 0,4 Zentimeter breiten, grünen Mittelstreifen sowie gelegentlich auch eine gelbliche Spitze. Die äußeren drei Blütenhüllblätter sind bei einer Länge von 1,8 bis 2,8 Zentimetern sowie einer Breite von 0,4 bis 0,7 Zentimetern länglich geformt und haben eine etwas kappenförmige Spitze, während die inneren, eiförmigen Blütenblätter 1,5 bis 2,4 Zentimeter lang und 0,4 bis 1 Zentimeter breit werden und eine stark kappenförmige Spitze haben. Alle sechs Staubblätter sind fruchtbar, wobei die äußeren Staubbeutel zwischen 1,5 und 2,5 und die inneren Staubbeutel zwischen 3 und 4 Millimeter groß sind. Die äußeren, linealisch-lanzettlich bis annähernd länglichen Staubfäden sind 1 bis 1,6 Zentimeter lang, während die inneren Staubfäden bei einer Länge von 1 bis 1,7 Zentimetern linealisch-länglich sind. Der dreikammerige Fruchtknoten ist bei einer Länge von 0,6 bis 0,8 Zentimetern und einer Breite von 0,2 bis 0,35 Zentimetern länglich bis verkehrt-eiförmig. Der keulenförmige oder verkehrt-konisch-pyramidale Griffel ist 0,7 bis 1 Zentimeter lang. Die Narbe ist gelblich grün.

### Früchte und Samen
Die  dreikantigen, lokuliziden Kapselfrüchte sind dreifächrig und bei einer Länge von 1,4 bis 2 Zentimetern und einer Dicke von 1 bis 1,4 Zentimetern eiförmig geformt. Zur Reife im späten November bis Dezember hin sind die Früchte blassbraun gefärbt. Die flachen, dunkelbraunen bis schwarzen Samen sind bei einer Länge von 0,5 bis 0,6 Zentimetern sowie einer Breite 0,4 bis 0,5 Zentimetern rund.

## Ökologie
Bei Albuca caudata handelt es sich um einen Geophyten.

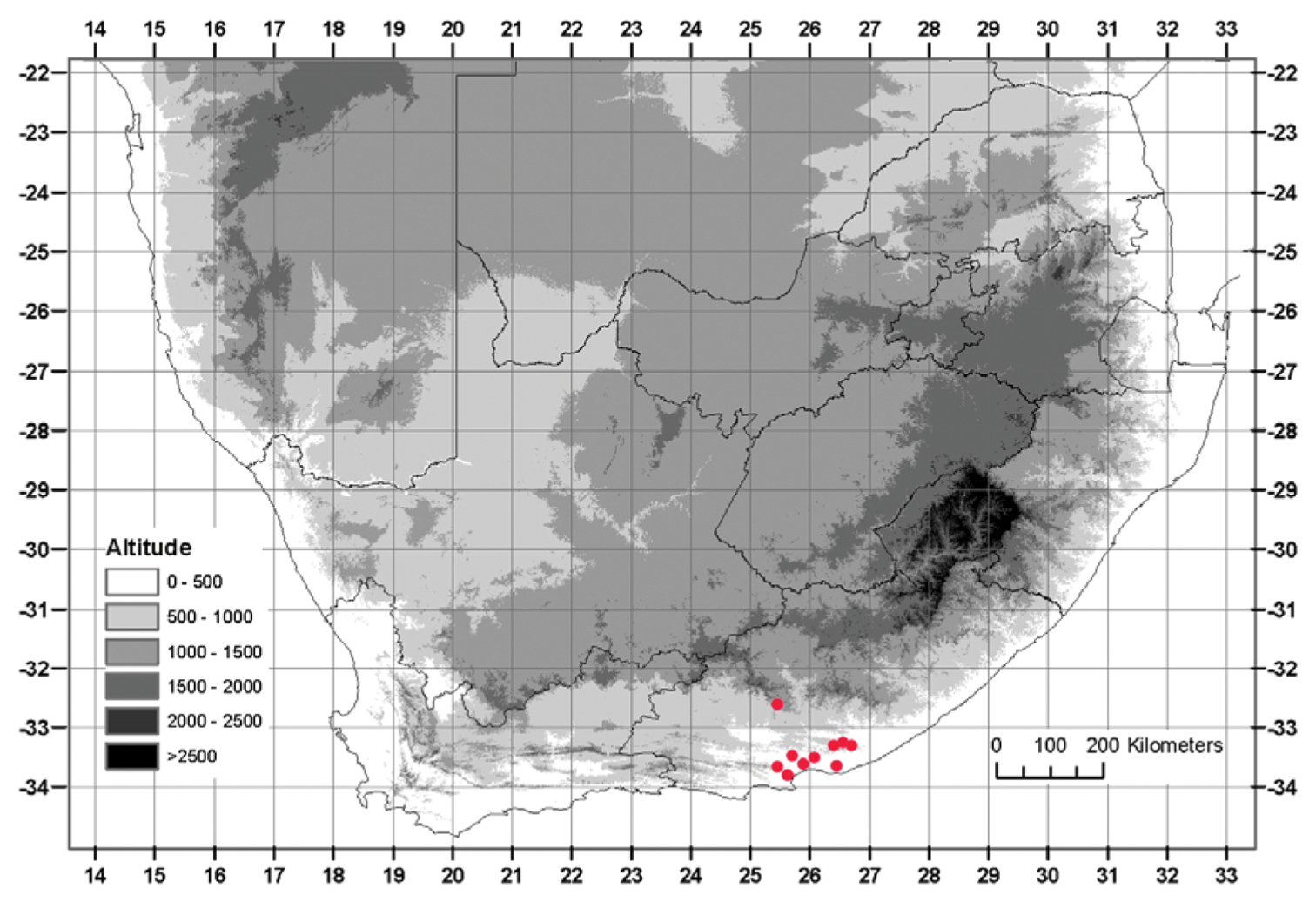
Karte mit bekannten Vorkommen von Albuca caudata

## Vorkommen
Dieser Endemit kommt nur in der südafrikanischen Provinz Ostkap vor. Das Verbreitungsgebiet erstreckt sich dort von Addo im Westen bis nach Makhanda im Osten und nordwärts bis nach Somerset East.
Albuca caudata gedeiht in Höhenlagen von bis zu 600 Metern, weiter im Landesinneren auch bis zu 900 Metern. Sie wächst meist in Sträuchergruppen.

## Systematik
Die Erstbeschreibung als Albuca caudata erfolgte 1791 durch Nikolaus Joseph von Jacquin in Collectanea. Ein Synonym für Albuca caudata Jacq. ist Ornithogalum aristatum (Jacq.) J.C.Manning & Goldblatt.  Das Artepitheton caudata verweist auf die eher zugespitzten Blätter.